# Lithocarpus aspericupulus
Lithocarpus aspericupulus är en bokväxtart som först beskrevs av Markgr., och fick sitt nu gällande namn av Alfred Rehder. Lithocarpus aspericupulus ingår i släktet Lithocarpus och familjen bokväxter. Inga underarter finns listade.